# Miami-patruljen
Miami-patruljen (originaltitel Miami Vice) var en populær tv-serie i fem sæsoner på NBC fra 1984 til 1990 med Don Johnson (James "Sonny" Crockett) og Philip Michael Thomas (Ricardo "Rico" Tubbs) i hovedrollerne som to politidetektiver i Miami. I Danmark blev serien sendt på Danmarks Radio i 80'erne. I  2006 havde en film baseret på serien premiere.